# Kotār
Kotār är en ort i Indien.   Den ligger i distriktet Satna och delstaten Madhya Pradesh, i den centrala delen av landet, 600 km sydost om huvudstaden New Delhi. Kotār ligger 303 meter över havet och antalet invånare är 6 953.
Terrängen runt Kotār är platt. Runt Kotār är det ganska tätbefolkat, med 207 invånare per kvadratkilometer. Kotār är det största samhället i trakten. Trakten runt Kotār består till största delen av jordbruksmark.